# ني تريغليا (هالكيديكي)
ني تريغليا (Νέα Τρίγλια) هي مدينة في هالكيديكي في مقاطعة فوريا إلادا في اليونان.